# Carsix
Carsix foi uma antiga comuna francesa na região administrativa da Normandia, no departamento de Eure. Estendia-se por uma área de 6,64 km². Em 2010 a comuna tinha 245 habitantes (densidade: 36,9 hab./km²).
Em 1 de janeiro de 2017, passou a formar parte da nova comuna de Nassandres sur Risle.